# 巴比奇夫卡 (切爾沃諾阿爾米西克區)
50°23′19″N 28°17′24″E / 50.38861°N 28.29000°E
巴比奇夫卡（烏克蘭語：Бабичівка）是烏克蘭北部的村莊，隸屬日托米爾州的日托米爾區。該村始建於1795年，面積2.1平方公里，2001年人口211，人口密度每平方公里161.93人。